# Boogie

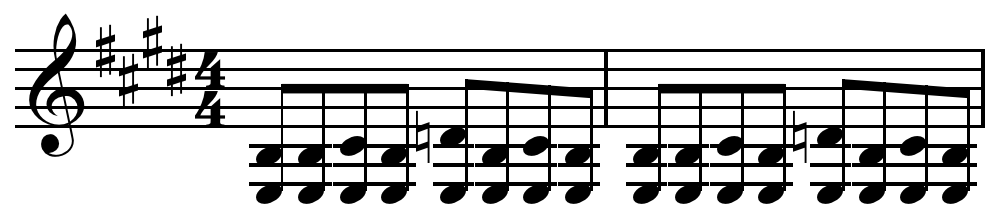
Blues shuffle ou boogie tocado na guitarra em mi maior

Boogie é uma forma de movimento rítmico, advindo originariamente das raízes do blues. Caracteriza-se pelo movimento sincopado e cadencial, orientado pela simplicidade de compasso. boogie é um groove repetitivo, com nota swung ou ritmo shuffle, "groove" ou um padrão usado no blues que era originalmente tocado ao piano no boogie-woogie. O ritmo e a sensação característicos do boogie foram depois adaptados para guitarra, contrabaixo e outros instrumentos. A canção de boogie-woogie gravada mais antiga remonta a 1916. Na década de 1930, bandas de swing como as de Benny Goodman, Glenn Miller, Tommy Dorsey e Louis Jordan tiveram sucessos com boogie. Na década de 1950, o boogie foi incorporado aos estilos emergentes do rockabilly e do rock and roll. No final dos anos 1980 e início dos anos 1990, bandas country lançaram versões country boogie. Hoje, o termo "boogie" geralmente se refere a dançar ao som de música pop, disco ou rock.
Dentre as várias lendas que cercam o blues, diz-se que o boogie origina-se na tentativa do guitarrista em imitar a cadência de um trem em movimento. Dentre os vários nomes que imortalizaram o boogie, sem dúvida sobressai-se John Lee Hooker, bluesman americano que influenciou nomes como Eric Clapton, Jimmy Page e Maurice White.

### História
O boogie era originalmente tocado ao piano no boogie-woogie e depois adaptado para guitarra. Boogie-woogie é um estilo de piano blues caracterizado por um ritmo acelerado, um padrão melódico repetido no baixo e uma série de variações improvisadas na parte aguda. O estilo desenvolveu-se nos bares toscos conhecidos como barrelhouses, nos estados do sul dos Estados Unidos, onde pianistas tocavam para frequentadores que bebiam muito.
A origem do termo boogie-woogie é desconhecida, segundo o Webster’s Third New International Dictionary. O Oxford English Dictionary afirma que a palavra é uma duplicação de boogie, usada para festas caseiras já em 1913. O termo pode derivar do inglês afro-ocidental, da palavra "bogi", de Serra Leoa, que significa "dançar"; também pode estar relacionado à expressão "hausa buga", que significa "tocar tambores". No final dos anos 1920 e início dos anos 1930, o termo "boogie" podia significar desde um estilo ousado de dança até uma festa barulhenta ou até mesmo uma doença sexualmente transmissível. No livro Left Hand Like God – the Story of Boogie Woogie, de Peter Silvester, consta que, em 1929, “boogie-woogie era usado para se referir tanto à dança quanto à música na cidade de Detroit”.
O boogie entrou nas paradas com Pine Top's Boogie, de Pine Top Smith, em 1929, alcançando a 20ª posição. No final dos anos 1930, o boogie tornou-se parte do popular estilo swing da época, com grandes bandas como as de Glenn Miller, Tommy Dorsey e Louis Jordan, todas com sucessos nesse estilo. O público esperava ouvir músicas com boogie, pois seu ritmo era ideal para danças como o jitterbug e o Lindy Hop. Nessa mesma época, artistas country também começaram a tocar boogie-woogie, como Johnny Barfield com a gravação de “Boogie Woogie”. A música “Freight Train Boogie”, dos Delmore Brothers, mostra como o country e o blues estavam se fundindo no que mais tarde seria conhecido como rockabilly. O som do rockabilly da era Sun Records usava "piano boogie country selvagem" como parte de sua identidade sonora.
No início dos anos 1950, o boogie perdeu popularidade, mas o novo rock and roll incorporou seus padrões em certas músicas. Nos anos 1960, surgiu o boogie rock, embora não seguisse os mesmos padrões do estilo original. Em meados dos anos 1970, o significado do termo voltou, de certa forma, às origens: durante a era disco, “to boogie” significava “dançar no estilo disco”, como no hit do grupo europeu Silver Convention, Get Up and Boogie.

## Uso
O groove do boogie é frequentemente usado no rock and roll e na música country. Um padrão simples de acompanhamento rítmico com guitarra, às vezes chamado de country boogie, é o seguinte: 
As notas "B" e "C" são tocadas esticando o quarto dedo a partir da nota "A", duas e três casas acima, na mesma corda. Esse padrão é uma variação ou ornamentação do acorde e pode ser aplicado aos acordes primários (I, IV, V). O acorde dominante, ou qualquer outro, pode incluir a sétima na terceira batida.
Um padrão simples de boogie para guitarra solo é o seguinte:
Os padrões de boogie são tocados com nota swung ou ritmo shuffle e geralmente seguem a regra de "um dedo por casa", como no exemplo acima, em que o terceiro dedo cobre sempre a terceira casa, o segundo a segunda, e assim por diante.
As notas swung ou notas shuffle são um recurso rítmico no qual a duração da primeira nota de um par é aumentada e a da segunda é diminuída. Também conhecidas como notes inégales, são amplamente usadas no jazz e em outros gêneros influenciados por ele, como o blues e o Western swing. Um ritmo swing ou shuffle é produzido tocando pares repetidos de notas dessa maneira.